# Amaury Sport Organisation
Amaury Sport Organisation of A.S.O. is een Frans bedrijf dat gespecialiseerd is in het organiseren van grote sportevenementen. A.S.O. is actief in het wielrennen, de auto- en motorsport, atletiek, golf en paardensport.
A.S.O. is een onderdeel van de Franse mediagroep E.P.A. (Éditions Philippe Amaury), die onder meer de sportkrant l'Équipe, de krant Le Parisien, tijdschriften (France Football, Vélo Magazine), en een eigen televisiekanaal (l'Équipe TV) bezit. 
A.S.O. werd opgericht in september 1992.

## Evenementen

### Wielerwedstrijden
| Wedstrijd             | Opmerking                                                                 |
| --------------------- | ------------------------------------------------------------------------- |
| Ronde van Oman        |                                                                           |
| Parijs-Nice           | Eerste belangrijke rittenkoers van het seizoen                            |
| Parijs-Roubaix        | Samen met de Ronde van Vlaanderen de belangrijkste noordelijke klassieker |
| Waalse Pijl           | Zowel versie voor mannen als vrouwen                                      |
| Luik-Bastenaken-Luik  | Belangrijkste Ardennenklassieker                                          |
| Critérium du Dauphiné | Belangrijke voorbereidingskoers voor de Tour                              |
| Ronde van Frankrijk   | Belangrijkste Grote Ronde                                                 |
| La Course             | Eendaagse koers voor vrouwen tijdens de Ronde van Frankrijk               |
| Arctic Race of Norway |                                                                           |
| Ronde van Duitsland   |                                                                           |
| Tour de l'Avenir      | Belangrijkste rittenkoers voor beloften                                   |
| Ronde van Spanje      | Grote Ronde                                                               |
| Parijs-Tours          | Najaarsklassieker                                                         |
| Tour de France Femmes |                                                                           |
| Eschborn-Frankfurt    |                                                                           |

### Overige
- Auto- en motorsport: de woestijnrally Parijs-Dakar
- Atletiek: de marathon en halve marathon van Parijs
- Golf: het Open de France
- Paardensport: Rencontres Internationales des Disciplines Équestres (R.I.D.E.)